# Laverrière
Laverrière település Franciaországban, Oise megyében. Lakosainak száma 28 fő (2022. január 1.). Laverrière Dargies, Offoy és Sommereux községekkel határos.

## Népesség
A település népességének változása:
| Lakosok száma | 42   | 39   | 38   | 36   | 35   | 31   | 29   | 28   |
|               | 2013 | 2015 | 2017 | 2018 | 2019 | 2020 | 2021 | 2022 |